# Dolenja vas pri Mirni Peči
Dolenja vas pri Mirni Peči je naselje v Občini Mirna Peč. 
Naselje leži ob avtocesti Ljubljana - Novo mesto.